# طی‌الزمان
در اندیشه عرفانی، طی‌الزمان از جمله قدرت‌های معنوی یا کراماتی در میان عارفان و صوفیان به شمار می‌رود که ادعا می‌شود توسط آن، فرد می‌تواند در زمانی اندک به زمانی بسیار دورتر – آینده یا گذشته – برود.

## نظرات
سید محمدحسین حسینی طهرانی در معادشناسی طی‌الزمان را اینگونه شرح می‌دهد: «طیّ الزّمان یعنی زمان‌های بسیار طولانی را در لحظاتی کوتاه انسان بپیماید؛ مثلاً در چند لحظه از اوّل ماه محرّم الحرام داخل در اوّل ماه صفر المظفّر گردد. بنده تا بحال در کتابی به این قسم از پیمودن زمان برخورد نکرده‌ام و میان علماء و بزرگان از اهل کمال نیز مشهور و معروف نیست»
حسن حسن‌زاده آملی در انه الحق اینگونه شرح می‌دهد: «انسان کامل که مؤید به روح القدس است بر اثر استشراف و استشراق به انوار قاهره به خصوص به نور الانوار «طی زمان»  می‌نماید، چنان‌که در آنی سریع‌تر از انتقال حدسی راه چندین هزار ساله را می‌پیماید.»